# همین دیروز
به خاطر دیروز (ژاپنی: おもひでぽろぽろ) یک انیمه ژاپنی به نویسندگی و کارگردانی ایسائو تاکاهاتا محصول سال ۱۹۹۱ ژاپن می‌باشد. این انیمه در سال ۲۰۱۶ با صدا پیشگی دو پتل و دیسی ریدلی در آمریکای شمالی منتشر شد.

## داستان
داستان دربارهٔ یک دختر جوان است که برای تعطیلات به یک روستا می‌رود و طی این سفر خاطرات کودکی اش را مرور می‌کند…